# Lawe Bekung
Lawe Bekung is een bestuurslaag in het regentschap Aceh Tenggara van de provincie Atjeh, Indonesië. Lawe Bekung telt 266 inwoners (volkstelling 2010).